# نبع الفوار (الجولان)
نبع الفوار هي إحدى قرى هضبة الجولان الواقعة تحت السيطرة السورية. تقع في ناحية خان أرنبة بمحافظة القنيطرة جنوب غرب سوريا.